# Caravanche
Os Caravanche (em italiano:  Caravanche, em alemão:  Karawanken, em eslovaco:  Karavanke), são uma cordilheira dos Alpes que se encontram nas regiões da Caríntia da  Áustria, uma parte na Eslovénia, e uma pequena parte na Friul-Veneza Júlia da Itália. O ponto mais alto é o  Hochstuhl com 2.237 m.

## Divisão tradicional
Os Caravanche eram uma das divisões tradicionais da partição dos Alpes adoptada em 1926 pelo IX Congresso Geográfico Italiano na Itália, com o fim de normalizar a sua divisão  em Alpes Ocidentais, Alpes Centrais e dos Alpes Orientais, aos quis pertenciam.

## SOIUSA
A Subdivisão Orográfica Internacional Unificada do Sistema Alpesno (SOIUSA) dividiu em 2005 os Alpes em duas grandesPartes: Alpes Ocidentais e Alpes Orientais, separados pela linha formada pelo  Rio Reno - Passo de Spluga - Lago de Como - Lago de Lecco.
A secção alpina dos Alpes da Caríntia e Eslovenos é formada pelos Caravanche e pelos Alpes de Kamnik e de Savinja.

## Localização
Os Caravanche têm a Norte a planície de Klagenfurt e estão rodeados a Nordeste pela Pré-Alpes Eslovenos orientais, a Sudeste pelos Alpes de Kamnik e de Savinja, a Sudoeste pelos Alpes Julianos, a Oeste pelos Alpes Cárnicos, e a Nordeste pelos ao Alpes de Gail.

### Classificação  SOIUSA
Segundo a SOIUSA este acidente geográfico com as seguintes características:
- Parte = Alpes Orientais
- Grande sector alpino = Alpes Orientais-Sul
- Secção alpina = Alpes da Caríntia e Eslovenos
- Sub-secção alpina = Caravanche
- Código = II/C-35, I

## Imagens

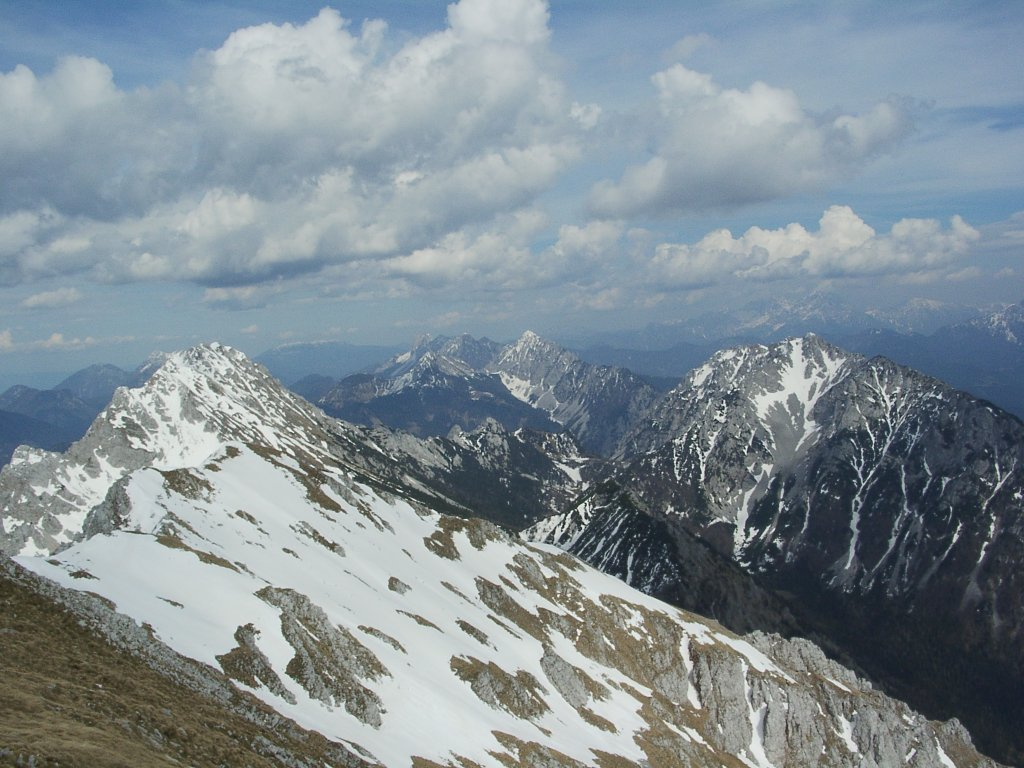
Vista panorâmica sobre o Caravanche
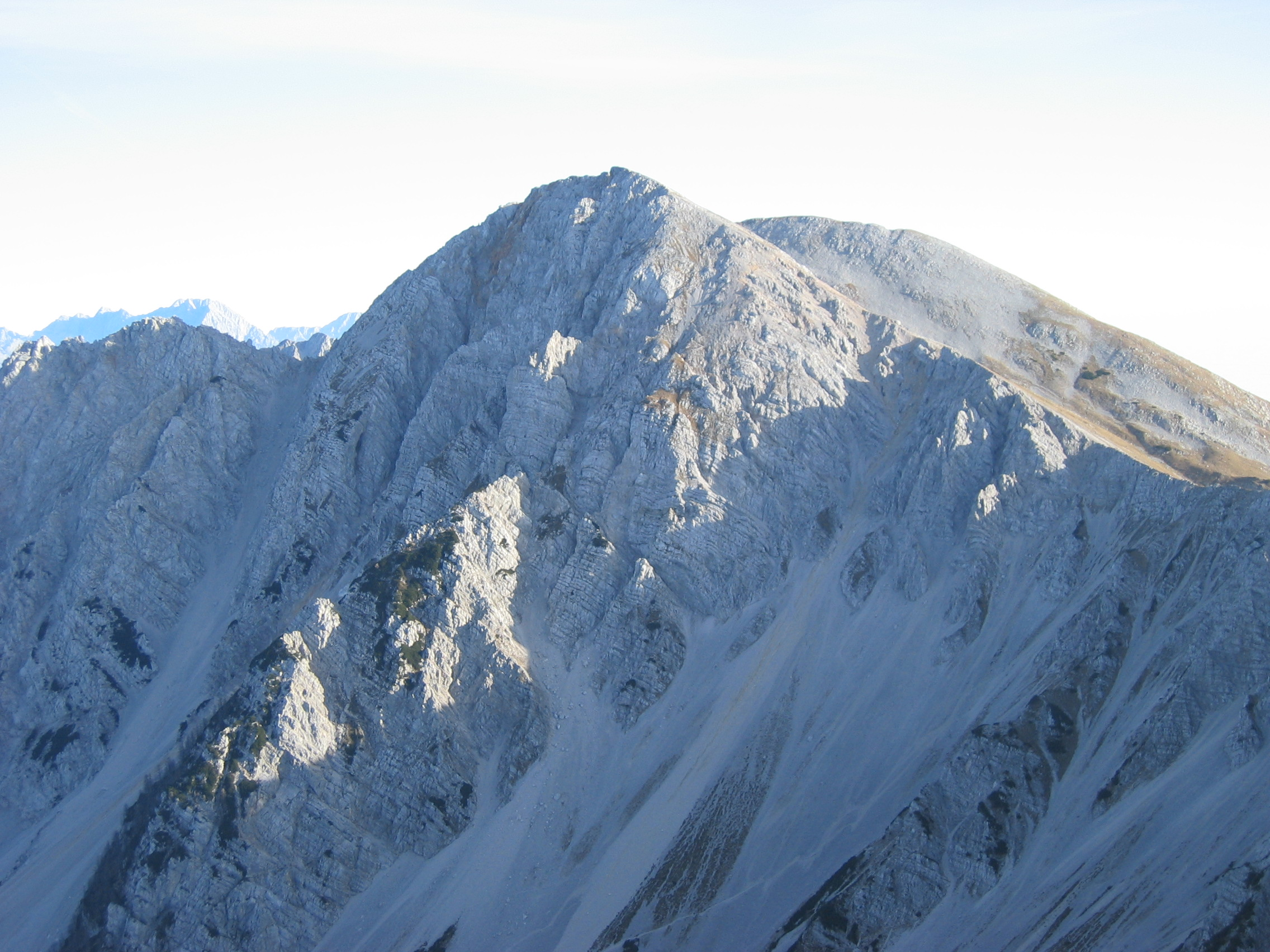
O Hochstuhl